# Giro di Vallonia 2021
Il Giro di Vallonia 2021, quarantottesima edizione della corsa, valevole come ventitreesima prova dell'UCI ProSeries 2021 categoria 2.Pro, si è svolto in 5 tappe dal 20 al 24 luglio 2021 su un percorso di 871,8 km, con partenza da Genappe e arrivo a Quaregnon, in Belgio. La vittoria è stata appannaggio dello statunitense Quinn Simmons, che ha completato il percorso in 20h 31' 13", precedendo il belga Stan Dewulf e il francese Alexis Renard.
Al traguardo di Quaregnon sono stati 141 i ciclisti, dei 172 partiti da Genappe, che hanno portato a termine la competizione.

## Tappe
| Tappa  | Data      | Percorso              | km    | Vincitore di tappa | Leader cl. generale |
| ------ | --------- | --------------------- | ----- | ------------------ | ------------------- |
| 1ª     | 20 luglio | Genappe > Héron       | 185,7 | Dylan Groenewegen  | Dylan Groenewegen   |
| 2ª     | 21 luglio | Zolder > Zolder       | 120   | Fabio Jakobsen     | Dylan Groenewegen   |
| 3ª     | 22 luglio | Waimes > Érezée       | 177   | Quinn Simmons      | Quinn Simmons       |
| 4ª     | 23 luglio | Neufchâteau > Fleurus | 206   | Dylan Groenewegen  | Quinn Simmons       |
| 5ª     | 24 luglio | Dinant > Quaregnon    | 183,1 | Fabio Jakobsen     | Quinn Simmons       |
| Totale | Totale    | Totale                | 871,8 |                    |                     |

## Squadre e corridori partecipanti
Alla competizione prendono parte 25 squadre, tredici del UCI World Tour 2021, sette di categoria UCI ProTeam e cinque di categoria UCI Continental Team, ciascuna delle quali composta da sette corridori, per un totale di 175 ciclisti.
| N.      | Cod. | Squadra                  |
| ------- | ---- | ------------------------ |
| 1-7     | GFC  | Groupama-FDJ             |
| 11-17   | ACT  | AG2R Citroën Team        |
| 21-27   | BOH  | Bora-Hansgrohe           |
| 31-37   | COF  | Cofidis                  |
| 41-47   | DQT  | Deceuninck-Quick Step    |
| 51-57   | EFN  | EF Education-Nippo       |
| 61-67   | IWG  | Intermarché-Wanty-Gobert |
| 71-77   | ISN  | Israel Start-Up Nation   |
| 81-87   | TJV  | Jumbo-Visma              |
| 91-97   | LTS  | Lotto Soudal             |
| 101-107 | TQA  | Team Qhubeka NextHash    |
| 111-117 | TFS  | Trek-Segafredo           |
| 121-127 | UAD  | UAE Team Emirates        |

| N.      | Cod. | Squadra                   |
| ------- | ---- | ------------------------- |
| 131-137 | AFC  | Alpecin-Fenix             |
| 141-147 | BBK  | B&B Hotels                |
| 151-157 | BWB  | Bingoal Pauwels Sauces WB |
| 161-167 | SVB  | Sport Vlaanderen-Baloise  |
| 171-178 | ARK  | Team Arkéa-Samsic         |
| 181-187 | TEN  | TotalEnergies             |
| 191-197 | UXT  | Uno-X Pro Cycling Team    |
| 201-207 | TBL  | Baloise-Trek Lions        |
| 211-217 | HBA  | Hagens Berman Axeon       |
| 221-227 | PSB  | Pauwels Sauzen-Bingoal    |
| 231-237 | RIW  | Riwal Cycling Team        |
| 241-247 | TIC  | Tarteletto-Isorex         |

## Dettagli delle tappe

### 1ª tappa
- 20 luglio: Genappe > Héron – 185,7 km

Risultati
| Pos. | Corridore         | Squadra | Tempo    |
| ---- | ----------------- | ------- | -------- |
| 1    | Dylan Groenewegen | Jumbo   | 4h21'36" |
| 2    | Hugo Hofstetter   | Israel  | s.t.     |
| 3    | Gianni Vermeersch | Alpecin | s.t.     |

| Pos. | Corridore         | Squadra | Tempo    |
| ---- | ----------------- | ------- | -------- |
| 1    | Dylan Groenewegen | Jumbo   | 4h21'26" |
| 2    | Hugo Hofstetter   | Israel  | a 4"     |
| 3    | Dries De Bondt    | Alpecin | s.t.     |

### 2ª tappa
- 21 luglio: Zolder > Zolder – 120 km

Risultati
| Pos. | Corridore        | Squadra    | Tempo    |
| ---- | ---------------- | ---------- | -------- |
| 1    | Fabio Jakobsen   | Deceuninck | 2h34'42" |
| 2    | Fernando Gaviria | UAE        | s.t.     |
| 3    | Amaury Capiot    | Arkéa      | s.t.     |

| Pos. | Corridore         | Squadra    | Tempo    |
| ---- | ----------------- | ---------- | -------- |
| 1    | Dylan Groenewegen | Jumbo      | 6h56'08" |
| 2    | Fabio Jakobsen    | Deceuninck | s.t.     |
| 3    | Fernando Gaviria  | UAE        | a 4"     |

### 3ª tappa
- 22 luglio: Waimes > Érezée – 179,9 km

Risultati
| Pos. | Corridore     | Squadra | Tempo    |
| ---- | ------------- | ------- | -------- |
| 1    | Quinn Simmons | Trek    | 4h07'19" |
| 2    | Stan Dewulf   | AG2R    | a 1"     |
| 3    | Alexis Renard | Israel  | a 13"    |

| Pos. | Corridore     | Squadra | Tempo     |
| ---- | ------------- | ------- | --------- |
| 1    | Quinn Simmons | Trek    | 11h03'27" |
| 2    | Stan Dewulf   | AG2R    | a 3"      |
| 3    | Alexis Renard | Israel  | a 19"     |

### 4ª tappa
- 23 luglio: Neufchâteau > Fleurus – 206 km

Risultati
| Pos. | Corridore         | Squadra | Tempo    |
| ---- | ----------------- | ------- | -------- |
| 1    | Dylan Groenewegen | Jumbo   | 4h55'16" |
| 2    | Giacomo Nizzolo   | Qhubeka | s.t.     |
| 3    | Fernando Gaviria  | UAE     | s.t.     |

| Pos. | Corridore     | Squadra | Tempo     |
| ---- | ------------- | ------- | --------- |
| 1    | Quinn Simmons | Trek    | 15h58'43" |
| 2    | Stan Dewulf   | AG2R    | a 3"      |
| 3    | Alexis Renard | Israel  | a 19"     |

### 5ª tappa
- 24 luglio: Dinant > Quaregnon – 192,4 km

Risultati
| Pos. | Corridore      | Squadra    | Tempo    |
| ---- | -------------- | ---------- | -------- |
| 1    | Fabio Jakobsen | Deceuninck | 4h32'31" |
| 2    | Rüdiger Selig  | Bora       | s.t.     |
| 3    | Milan Menten   | Bingoal    | s.t.     |

| Pos. | Corridore     | Squadra | Tempo     |
| ---- | ------------- | ------- | --------- |
| 1    | Quinn Simmons | Trek    | 20h31'13" |
| 2    | Stan Dewulf   | AG2R    | a 4"      |
| 3    | Alexis Renard | Israel  | a 20"     |

## Evoluzione delle classifiche[4]
| Tappa              | Vincitore          | Classifica generale Maglia arancione | Classifica a punti Maglia gialla | Classifica scalatori Maglia bianca | Classifica giovani Maglia rossa | Classifica sprint intermedi Maglia fucsia | Classifica a squadre | Combattività     |
| ------------------ | ------------------ | ------------------------------------ | -------------------------------- | ---------------------------------- | ------------------------------- | ----------------------------------------- | -------------------- | ---------------- |
| 1ª                 | Dylan Groenewegen  | Dylan Groenewegen                    | Dylan Groenewegen                | Tom Paquot                         | Stan Dewulf                     | Dries De Bondt                            | non assegnato        | non assegnato    |
| 2ª                 | Fabio Jakobsen     | Dylan Groenewegen                    | Dylan Groenewegen                | Tom Paquot                         | Juan Pedro López                | Dries De Bondt                            | UAE Team Emirates    | Dries De Bondt   |
| 3ª                 | Quinn Simmons      | Quinn Simmons                        | Quinn Simmons                    | Florian Vermeersch                 | Quinn Simmons                   | Quinten Hermans                           | Trek-Segafredo       | Tom Van Asbroeck |
| 4ª                 | Dylan Groenewegen  | Quinn Simmons                        | Dylan Groenewegen                | Florian Vermeersch                 | Quinn Simmons                   | Dries De Bondt                            | Trek-Segafredo       | Toon Aerts       |
| 5ª                 | Fabio Jakobsen     | Quinn Simmons                        | Dylan Groenewegen                | Florian Vermeersch                 | Quinn Simmons                   | Dries De Bondt                            | Trek-Segafredo       | Sean Quinn       |
| Classifiche finali | Classifiche finali | Quinn Simmons                        | Dylan Groenewegen                | Florian Vermeersch                 | Quinn Simmons                   | Dries De Bondt                            | Trek-Segafredo       | Sean Quinn       |

Maglie indossate da altri ciclisti in caso di due o più maglie vinte
- Nella 2ª tappa Hugo Hofstetter ha indossato la maglia gialla al posto di Dylan Groenewegen.
- Nella 3ª tappa Fabio Jakobsen ha indossato la maglia gialla al posto di Dylan Groenewegen.
- Nella 4ª tappa Fabio Jakobsen ha indossato la maglia gialla al posto di Quinn Simmons.
- Nella 4ª e 5ª tappa Stan Dewulf ha indossato la maglia rossa al posto di Quinn Simmons.

## Classifiche finali

### Classifica generale - Maglia arancione
| Pos. | Corridore        | Squadra     | Tempo     |
| ---- | ---------------- | ----------- | --------- |
| 1    | Quinn Simmons    | Trek        | 20h31'13" |
| 2    | Stan Dewulf      | AG2R        | a 4"      |
| 3    | Alexis Renard    | Israel      | a 20"     |
| 4    | Fernando Barceló | Cofidis     | a 24"     |
| 5    | Pascal Eenkhoorn | Jumbo       | s.t.      |
| 6    | Quinten Hermans  | Intermarché | a 27"     |
| 7    | Maxim Van Gils   | Lotto       | a 28"     |
| 8    | Sean Quinn       | Hagens      | a 31"     |
| 9    | Amaury Capiot    | Arkéa       | a 32"     |
| 10   | Milan Menten     | Bingoal     | s.t.      |

### Classifica a punti - Maglia gialla
| Pos. | Corridore        | Squadra    | Punti |
| ---- | ---------------- | ---------- | ----- |
| 1    | D. Groenewegen   | Jumbo      | 50    |
| 2    | Fabio Jakobsen   | Deceuninck | 50    |
| 3    | Fernando Gaviria | UAE        | 39    |
| 4    | Amaury Capiot    | Arkéa      | 34    |
| 5    | Quinn Simmons    | Trek       | 33    |

### Classifica scalatori - Maglia bianca
| Pos. | Corridore           | Squadra     | Punti |
| ---- | ------------------- | ----------- | ----- |
| 1    | Florian Vermeersch  | Lotto       | 32    |
| 2    | Tom Van Asbroeck    | Israel      | 26    |
| 3    | Alexis Gougeard     | AG2R        | 18    |
| 4    | Gianluca Brambilla  | Trek        | 16    |
| 5    | Baptiste Planckaert | Intermarché | 16    |

### Classifica giovani - Maglia rossa
| Pos. | Corridore      | Squadra | Tempo     |
| ---- | -------------- | ------- | --------- |
| 1    | Quinn Simmons  | Trek    | 20h31'13" |
| 2    | Stan Dewulf    | AG2R    | a 4"      |
| 3    | Alexis Renard  | Israel  | a 20"     |
| 4    | Maxim Van Gils | Lotto   | a 28"     |
| 5    | Sean Quinn     | Hagens  | a 31"     |

### Classifica sprint intermedi - Maglia fucsia
| Pos. | Corridore        | Squadra     | Punti |
| ---- | ---------------- | ----------- | ----- |
| 1    | Dries De Bondt   | Alpecin     | 16    |
| 2    | Quinten Hermans  | Intermarché | 14    |
| 3    | Sean Quinn       | Hagens      | 8     |
| 4    | Ward Vanhoof     | Sport Vl.   | 8     |
| 5    | Tom Van Asbroeck | Israel      | 8     |

### Classifica a squadre
| Pos. | Squadra                  | Tempo     |
| ---- | ------------------------ | --------- |
| 1    | Trek-Segafredo           | 61h35'02" |
| 2    | Cofidis                  | a 13"     |
| 3    | Lotto Soudal             | a 17"     |
| 4    | Sport Vlaanderen-Baloise | a 25"     |
| 5    | AG2R Citroën Team        | a 2'27"   |